# Рікардо Тормо
Рікардо Тормо Блая (ісп. Ricardo Tormo Blaya; *7 вересня 1952 року, Аякор, Каналс; †27 грудня 1998 року, Валенсія, Іспанія) — іспанський мотогонщик. Дворазовий чемпіон світу з шосейно-кільцевих мотогонок MotoGP у класі 50 см³ (у 1978 та 1981 роках). На честь Рікардо Тормо названа траса у Валенсії.

## Біографія
Тормо народився в Аякорі, муніципалітеті Каналс іспанської провінції Валенсії. Коли йому було 8 років, його сім'я переїхала в Каналс.
Тормо виграв чемпіонат світу з шосейно-кільцевих мотогонок MotoGP у класі 50 см³ в складі заводської гоночної команди Bultaco. Він вдруге став чемпіоном у 1981 році знову на мотоциклі Bultaco, щоправда у складі приватної команди. Рікардо також був триразовим чемпіоном Іспанії в класі 50 см³ та чотириразовим у класі 125 см³. Його кар'єра була тісно пов'язана з Анхелем Ньєто, який був і його товаришом по команді, і суперником.
У 1983 році разом з Хорхе "Аспаром" Мартінесом Рікардо Тормо підписав контракт з заводською командою Derbi для участі у чемпіонаті світу 1984 року у новій категорії 80 см³. На першій гонці року у Мізано у мотоцикла Рікардо відмовив двигун. Друга гонка сезону повинна була відбутися на трасі Харама у Іспанії.
У той час в Іспанії було лише дві офіційні траси, одна у Харамі, інша в Калафаті. Команда планувала провести тестові заїзди перед гонкою, але обидві траси були вже зайняті, що змусило їх проводити тренування у Мартуреляс. Цей муніципалітет розташований у провінції Барселона на території індустріального парку поруч із заводом Derbi. Команда іноді тут проводила тести, перекриваючи дороги загального користування для створення безпечних умов гонщикам. Тим не менше, під час практики перед Гран-Прі Іспанії, туди потрапив один автомобіль через одного з помічників команди які, як передбачалося, перекрили всі дороги. Рікардо Тормо, який випробовував новий гоночний костюм, врізався в машину і розбив праву ногу. Аварія поклала кінець його гоночної кар'єри і поклала початок незліченним операціям.
У 1994 році Рікардо Тормо отримав вищу нагороду уряду Валенсії.
27 грудня 1998 року Рікардо Тормо помер від лейкемії, з якою він боровся протягом багатьох років.
На його честь іподром Валенсії був перейменований на «Трасу імені Рікардо Тормо».

## Цікаві факти
- Рікардо Тормо здобув перемогу на останньому в історії Гран-Прі в класі 50 см³, яке відбулось 4 вересня 1983 року у Сан Марино.[2]